# Viru Viru International Airport
Viru Viru International Airport (IATA: VVI, ICAO: SLVR) i Santa Cruz de la Sierra er Bolivias største internationale lufthavn. Viru Viru håndterer indenrigs- og udenrigsflyvninger til og fra Bolivia og Nord- og Sydamerika og Europa. Lufthaven er hub for Bolivias største luftfartsselskab Boliviana de Aviación. Lufthavnen kan håndtere widebody-fly. 
Lufthavnen åbnede i 1983, hvor den afløste den forældede El Trompillo Airport. Ved indvielsen blev Viru Viru landet primære lufthavn for internationale flyvninger. Lloyd Aéreo Boliviano anvendte Viru Viru som hub før selskabet ophørte i 2008.

## Operatør
Den 1. marts 1997 indgik Bolivias regering en 25 år lang kontrakt med Airport Group International om drift af de tre største lufthavne i Bolivia — El Alto International Airport i La Paz, Jorge Wilstermann International Airport i Cochabamba og Viru Viru International Airport. Airport Group etablerede datterselskabet Servicios de Aeropuertos Bolivianos Sociedad Anonima (SABSA), der formelt har koncessionen. I 1999 blev Airport Group International købt af TBI plc, der i 2004 blev købt af spanske Abertis/AENA.
De største fly, der er landet i lufthavnen er Boeing 747-400 fra det nu ophørte luftfartsselskab AeroSur.

## Flyselskabet og destinationer
| Flyselskaber                   | Destinationer |
| ------------------------------ | --- |
| Aerolíneas Argentinas          | Buenos Aires-Aeroparque, Buenos Aires-Ezeiza                                                                                   |
| Air Europa                     | Madrid |
| Amaszonas                      | Asunción, Brasília, Campo Grande, Cuiabá, Cochabamba, Guayaramerín, Iquique, La Paz, Montevideo, OruroSucre, Riberalta, Tarija |
| American Airlines              | Miami |
| Avianca Ecuador                | Lima, Quito |
| Boliviana de Aviación          | Buenos Aires-Ezeiza, Cobija, Cochabamba, La Paz, Madrid, Miami, Salta, São Paulo-Guarulhos, Sucre, Tarija, Trinidad            |
| Copa Airlines                  | Panama City |
| EcoJet                         | Cobija, Guayaramerín, Riberalta, Sucre, Tarija, Trinidad                                                                       |
| Gol Airlines                   | São Paulo-Guarulhos |
| LAN Airlines                   | Iquique, Santiago de Chile |
| LAN Perú                       | Lima |
| Pullmantur Air                 | Charter: Madrid |
| TAM - Transporte Aéreo Militar | Cobija, Cochabamba, La Paz, Puerto Suárez, Sucre, Tarija, Trinidad                                                             |
| TAM Airlines Paraguay          | Asunción |

## Cargo operatører
| Flyselskaber                        | Destinationer                          |
| ----------------------------------- | -------------------------------------- |
| American Airlines                   | Miami                                  |
| TAB - Transportes Aéreos Bolivianos | Cochabamba, La Paz, Miami, Panama City |
| DHL Aviation                        |                                        |
| FedEx Express                       |                                        |

## Ulykker
- Den 8. marts 2006 forulykkede en argentinsk Learjet 35 fra det argentinske militær ved starten i El Alto International Airport i La Paz på vej til Viru Viru. Alle seks ombordværende omkom.

## Eksterne links
- Vejret i Santa Cruz – Viru Viru Airport Arkiveret 14. oktober 2015 hos  Wayback Machine
- Omtale på World Aero Data Arkiveret 26. november 2007 hos  Wayback Machine